# Niente per caso
Niente per caso (Nothing by Chance, 1969) è un romanzo realizzato dallo scrittore statunitense Richard Bach.
L'aeronautica o meglio il volo nel suo concetto più romantico, è un tema ricorrente in tutte le opere di Bach, così che anche in questo romanzo ritroviamo la bellezza della simbiosi tra l'autore ed il suo fidato biplano Detroit-Parks Speedster P-2A del 1929, già incontrato nel suo precedente romanzo Biplano. Inoltre il romanzo è un omaggio all'amicizia, alla collaborazione, alla filosofia di vita che rincorre la pace e l'equilibrio dentro di sé.
Il titolo del romanzo fa riferimento ad alcuni momenti di riflessione che l'autore ha nella sua avventura di ricreare un circo volante, uno spettacolo acrobatico con annessi voli a pagamento, che era in voga nei primi anni dello sviluppo dell'aeronautica, anni in cui anche il solo vedere un aeroplano non era ancora comune, men che meno volarci. Parte dell'atmosfera di quei circhi volanti si può rivivere oggi nelle manifestazioni aeree, frequentate più da appassionati che da semplici curiosi, che in questo caso si spostano per raggiungere i luoghi dove assistervi. Al contrario, quello che voleva ricreare Bach, assieme a due compagni di avventura, era quello di portare il circo alla gente comune, nell'incuriosirla nel vedere le acrobazie e di far crescere in loro la voglia di provare l'emozione del volo così da poterla condividere. In realtà il circo era anche una scommessa, la curiosità di vedere se riusciva ad autofinanziarsi con soli 3 dollari a passeggero e di riuscire così a gustare la vita del pilota girovago, quello che volava più ad intuito ed esperienza che grazie alle cartine.
Non succede "Niente per caso", tutto quello che accade ha un senso, deve averlo, ed è un insegnamento di cui si deve far tesoro per ricordare che la vita ha il diritto e dovere di essere vissuta, di inseguire, nel rispetto altrui, i sogni che rendono meno grigio il normale svolgersi delle attività necessarie per mantenerci in vita "biologicamente".
Così quando Paul Hansen, suo collega aviatore, decide di provare a pilotare il biplano, lui che era abituato a velivoli più moderni, e non riuscendoci lo danneggia, Bach ritiene che non è per caso, come non lo è quando atterrando con il circo vicino a Walworth ritrova un vecchio amico che non pensava di rivedere proprio lì, come non lo è veder parlare ed aprirsi un po' alla volta Stuart Sandy MacPherson, il paracadutista del gruppo che normalmente studiava per diventare dentista, inizialmente taciturno.
L'ultima lezione che l'autore deve affrontare, nulla per caso ma incomprensibile, era stato il rifiutarsi del suo biplano a continuare il volo a causa di un'avaria del motore, ed ancora più incomprensibile che, pur avendolo recuperato con un mezzo adatto, a causa di un guasto meccanico il biplano si fracassava nella strada verso casa in maniera da scoraggiarne quasi il recupero. Solo a lavoro di recupero ultimato ne capì il senso:
(Da Niente per caso di Richard Bach, pagina 254)

## Trama
L'autore, assieme a Paul Hansen, fotografo professionista ed appassionato pilota, ed al giovane Stuart Sandy MacPherson, studente in odontoiatria ma con la passione del paracadutismo, decidono di far rivivere la tradizione del Grande Circo Volante Americano, uno show aereo acrobatico in uso dagli anni venti in poi. Questi contavano su più velivoli che, intenti in simulazioni di battaglie aeree, attiravano l'attenzione degli abitanti delle varie cittadine sparse nel territorio degli Stati Uniti d'America allo scopo di vendere un giro ai potenziali passeggeri. La scommessa tra loro tre era di capire se, negli anni sessanta si poteva riuscire ad autofinanziarsi con 3 dollari a passeggero, pilotando Dick (Bach) il suo fido biplano e Paul un più recente monoplano da turismo Luscombe 8, ricreando nel frattempo le stesse sensazioni dei tempi andati. Il romanzo è un diario di episodi, riflessioni, incontri e scoperte fatte dai tre protagonisti nel prosieguo della loro avventura nella convinzione dell'autore che, come vuol citare il titolo del romanzo, niente succede per caso.

## Edizioni
- Richard Bach, Niente per caso, collana SuperBUR, Rizzoli, 1999,  p. 254, ISBN 88-17-20269-X.